# Multiple (Seismologie)
Als Multiple werden in der Seismologie und der Seismik eine Art von Seismischen Wellen bezeichnet, die durch Reflexion eine oder mehrere seismische Schichten mehrfach durchlaufen, bevor sie einen Messpunkt erreichen.

## Hintergrund
Als seismische Schicht wird dabei eine Gesteinsschicht betrachtet, innerhalb der sich die Ausbreitungsgeschwindigkeit der seismischen Welle nicht oder aber kontinuierlich in geringem Maße ändert. Im letzteren Fall wird der Terminus Gradientenschicht verwendet. Die seismische Schicht ist nach oben und unten durch Schichtgrenzen definiert, an denen sich die seismische Geschwindigkeit abrupt ändert, bzw. ein hinreichend großer Impedanzkontrast vorliegt.
Trifft eine seismische Welle auf eine solche Schichtgrenze, wird ein Teil der von ihr transportierten Energie – analog zur Optik – in die angrenzende Schicht hineingebrochen (refraktiert), ein weiterer Teil wird in die Schicht zurückgeworfen (reflektiert). Durch diese Aufteilung der Wellenenergie entstehen Wellenzüge, die den Untergrund auf unterschiedlichen Wegen durchlaufen. Die Messung der zugehörigen Laufzeiten (mit Seismometern oder Geophonen) erlaubt Rückschlüsse auf die Geschwindigkeitsstruktur, welche wiederum geologische Prozesse und -phänomene widerspiegelt.

## Multiple

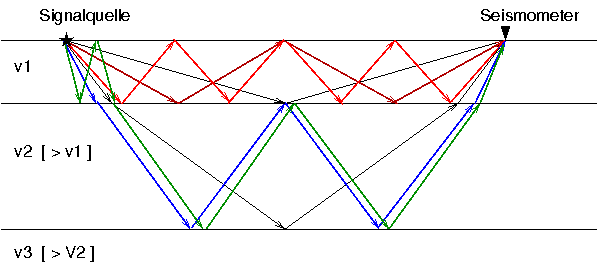
Eine Auswahl möglicher multipler Reflexionen (farbig).

Die Seismik ist vordergründig an den ersten reflektierten Einsätzen einer Schichtgrenze im Seismogramm interessiert, um die Abfolge seismischer Schichten abzuleiten. Jedoch können Wellenzüge auch mehrfach innerhalb einer Schicht reflektiert werden (siehe Abbildungen), welche dann als multiple Reflexionen (oder kurz: Multiple) bezeichnet werden. Im Seismogramm erscheinen diese als eine Reihe von zeitversetzten Einsätzen, die zum Teil starke Amplituden aufweisen und somit die interessanteren Reflexionen von tiefer gelegenen Schichtgrenzen stören oder sogar völlig überdecken können.
In der rechten Abbildung sind einige multiple Laufwege farbig skizziert. Die dünnen schwarzen Linien in der Abbildung skizzieren direkte Laufwege durch die einzelnen Schichten, welche das eigentliche Nutzsignal im Seismogramm erzeugen. Bereits diese kleine Auswahl verdeutlicht die Komplexität möglicher störender Mehrfachreflexionen im Seismogramm. Da die Wellenenergie jedoch mit dem Laufweg abnimmt (Dämpfung) und auch mit jedem Auftreffen auf eine Schichtgrenze wiederum in Teil in die refraktierte Welle einfließt, nimmt die Amplitude mit jeder Reflexion ab, so dass höhere Multiple nicht mehr registriert werden.

## Nutzen

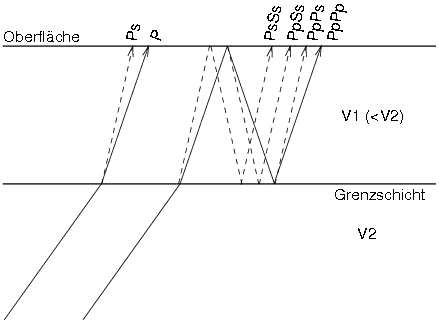
Skizze zur Veranschaulichung multipler Phasen bei konvertierten Wellen.

In der Seismologie können Multiple in einigen Bereichen auch nützlich sein. Auf Grund der Entfernung zur Energiequelle (in der Regel Erdbeben) können die quellnah erzeugten multiplen Phasen vernachlässigt werden. Zur Untersuchung von Geschwindigkeitsstrukturen im Gebiet unterhalb des Messgerätes wird u. a. die Methode der Receiver Functions angewendet. Diese nutzt Wellenzüge, die an Grenzflächen in einen anderen Wellentyp konvertiert wurden. Auch hier können wiederum mehrfache Reflexionen (mit oder ohne gleichzeitige Konversion) auftreten. Beispiele dazu sind in der Abbildung links gezeigt.
Die Laufzeitverzögerung der Multiplen relativ zu den direkten Wellen hängt unmittelbar von den seismischen Geschwindigkeiten und der Tiefe der beteiligten Schichtgrenzen ab. Ist ein zuverlässiges Geschwindigkeitsmodell jedoch nicht verfügbar, können die Laufzeitdifferenzen der Multiplen zur Überprüfung von modellierten Geschwindigkeitsstrukturen herangezogen werden.